# Sinotruk Golden Prince
Sinotruk Golden Prince (Сінотрак Ґолден Прінц) — сімейство важких і середніх вантажівок китайської компанії Sinotruk, яка входить в державний концерн CNHTC. Модельний ряд включає сідлові тягачі, шасі, бортові вантажівки, самоскиди, автобетонозмішувачі і спеціальні вантажівки. На деяких ринках продаються під брендом CNHTC Golden Prince.
Автомобілі комплектуються кабіною подібною на MAN L2000. Двигуни WD615 - аналогічні сімейству Steyr потужністю від 266 до 336 к.с., які відповідають нормам Євро-2 або Євро-3. Колісні формули від 4х2 до 10х4.

В 2010 році вантажівки Golden Prince оновилися. Вантажівки отримали нові економічні двигуни.